# Организација власти и право устаничке Србије
Историја устаничке Србије може се поделити на три периода: време Првог српског устанка (1804-1813), Хаџи Проданове буне (1814) и Другог српског устанка (1815). То је, уједно, период најдужег рата који је Србија водила против Турака у борби за самосталност. Ради се о времену настајања српске државе, током којег се она изборила, по окончању Другог устанка, за дуго жељену и храбро освојену аутономију, прошавши кроз различите ступње у развоју своје државне организације и правног система, чије су специфичности овај процес пратиле.
Централни органи Србије за време Првог српског устанка били су врховни вожд, Скупштина старешина и Правитељствујушчи совјет, уз локалне цивилне и војне органе власти. На челу са врховним вождом, ови органи били су носиоци законодавне, извршне и судске власти у држави, у оној мери у којој су то дозвољавале државне прилике и однос снага међу њима. Доба Првог српског устанка изнедрило је три уставна закона, из 1805, 1808. и 1811. године, којима се тежила успоставити стабилна правна организација. Уз њих, важан део правног система Србије Првог српског устанка биле су одредбе и других аката, попут Закона проте Матеје, Карађорђевог законика и руских решења уставног питања у Србији.
Период након Другог српског устанка обележио је споразум склопљен 1815. године између вожда Милоша Обреновића, који преузима титулу кнеза, са српске стране, и Марашли-Али паше, са турске. Овај споразум поставио је нове темеље државној организације Србије након устанка и послужио као основа каснијих хатишерифа из 1829, 1830. и 1833. године и првих устава Србије. 

## Први српски устанак

### Организација власти

#### Скупштина старешина
Скупштина старешина је први пут сазвана приликом проглашења вође Првог српског устанка, у виду збора у Орашцу 1804. године. Два месеца касније одржана је и Скупштина у Остружници, на којој су донете важне одлуке које су се тицале будућности устаничке државе.
Састав Скупштине и место на којем ће она бити одржана одређивао је врховни вожд. Главну реч су, поред њега, имале и велике војводе, које су у њеном раду учествовале, те су ове скупштине имале карактер војводских, старешинских скупштина. Отуда и њихов назив Скупштине старешина.
Како су за време Првог српског устанка, по природи ствари, била честа ратна збивања, ове скупштине нису сазиване редовно, него према потреби. Састајале су се најмање једанпут годишње и одлучивале о најважнијим државничким питањима, као и питањима војне организације. Оне су имале важну улогу када је реч о ратним плановима, састављању молби за султана и дипломатским односима са великим силама. Такође су учествовале у доношењу уставних закона, одлучивале о разрезивању данка, уређивању судства и других облика државне власти, обављале избор цивилних и војних органа власти и слично.

#### Врховни вожд
Непосредно након догађаја познатог у историји под именом „сеча кнезова“, који представља погубљење истакнутих личности српске државе од стране Турака и који се одиграо почетком фебруара 1804. године, одржан је збор у Орашцу, чиме је учињен корак ка подизању Првог српског устанка. На збору је учествовало око 300 људи са ужег шумадијског подручја, а за вођу устанка је одабран, пошто су понуду одбили Станоје Главаш и Теодосије Марићевић, Карађорђе Петровић, чиме је он постао централна личност устанка.
Услед војних успеха који су брзо по подизању устанка уследили под његовом командом, Карађорђе је настојао да постане носилас читаве државне власти, чему су се оштро супротстављале велике војводе и други виђенији чиновници. Тако је Карађорђе 1808. године признат за „првог и врховног српског предводитеља“, када је уставним законом добио и право наслеђивања те титуле, да би 1811. године осигурао за себе неограничену власт након што му је Скупштина старешина потврдила звање врховног вожда и наследно право. На овај начин је учињен корак ка стварању династије, што није прошло без отпора међу војводама и другим Карађорђевим противницима. Ипак, супротстављање опозије, предвођене испрва Јаковом Ненадовићем и потом Миленком Стојковићем, врховни вожд је успео да сузбије.
Надлежност врховног вожда обухватала је командовање војском, обављање послова дипломатске природе и постављање најважнијих државних чиновника. Поред тога, врховни вожд је био носилац, како законодавне, тако и управне и судске власти, коју је вршио уз помоћ Правитељствујушћег совјета и Скупштине старешина.

#### Правитељствујушчи совјет
Правитељствујушчи совјет, уз врховног вожда и Скупштину старешина, убраја се међу најважније органе устаничке Србије. У том периоду је познат и под називима Народни Совјет, Синод, Сенат и слично. Основан је августа 1805. године на Скупштини у Борку, услед притисака да се ограничи власт врховног вожда. Ипак, његовог утицаја није могао у потпуности да се ослободи: своју надлежност је делом обављао заједно за врховним вождом.
Први председник Правитељствујушчег совјета био је прота Матеја Ненадовић. Као носилац те функције, он је одабрао прве чланове овог тела, да би потом нахије изабрале сопствене представнике, чији се број временом усталио на 12. Састав и надлежност Правитељствујушчег совјета, ипак, мењали су се током устаничког раздобља, у зависности од тога какав је био однос снага између врховног вожда и истакнутих војвода, противника његовог режима, које су тежиле да његову власт ограниче. Оснивање Правитељствујушчег совјета сликовито је представио Вук Караџић, описавши га као „отимање ондашњијех великаша око власти“.

#### Цивилни и војни органи власти
За време Првог српског устанка паралелно су постојале и цивилна и војна власт. 
Када је реч о цивилној власти, њу су чинили представници кнежинске самоуправе који су, по протеривању Турака, преузели на себе дужности органа српске државне власти, у оквиру надлежности кнежинских самоуправа, мимо посебних именовања. Ипак, у неким олобођеним крајевима, Карађорђе сам постављао кнезове. 
Време Првог српског устанка, праћено бројним биткама, обележили су, сходно томе, својом важном улогом, представници војне власти, којима је припадала фактичка државна власт, јер су управо они представљали темељ снаге и покрет отпора устаничке Србије. Војна власт је испрва била спојена са цивилном влашћу, те су се многе старешине потписивале као „кнез и војвода“, што су значи да су били и цивилни и војни управници старешина и нахија, да би тек уставним законима из 1808. и 1811. године војна власт била одвојена од цивилне, и то чак и тада не у потпуности.
Војводе су, најчешће, управљале једном нахијом, мада су под својом влашћу могле имати и неку већу територију. Хијерархијски посматрано, испод војвода су у организацији војне власти биле подвојводе (велики капетани), затим буљубаше (капетани), који су били старешине кнежина или групе села, те мале буљубаше, као старешине села.
Војна организација устаничке Србије 1811. године успостављена је на следећи начин: на челу се налазио вожд, кога следе попечитељ војни, главнокомандујући изнутра, главнокомандујући, командант, војвода, градски командант, капетан, каплар, момак и војник.

#### Судска власт
Упоредо са подизањем Првог српског устанка, јавила се потреба и за темељним успостављањем судске организације. Тако је на поменутој Скупштини старешина у Остружници одржаној априла 1804. године Карађорђе издао наредбу да старешине дођу са двојицом-тројицом истакнутих људи који би били изабрани за судије јер се „без судова опстати не може“.
Тако је Правитељствујушчи совјет наредне, 1805. године, донео важан законик о суду, назива Учрежденије судејств, којим је основан систем четворостепеног судства: установљени су сеоски суд, кнежински суд, нахијски суд и Велики народни суд, односно Правитељствујушчи совјет. Ново судско уређење спроведено је након реогранизације Совјета 1811. године, чиме је основан Велики вилајетски суд. На његовом челу се налазио вилајетски судија, који је уједно био и министар правосуђа. Овај суд био је суд другог степена, који је судио по жалбама на пресуде магистрата, првостепених судова, али је судио и за нека тешка кривична дела као првостепени суд: за кривична дела убиство, пљачку, хајдучију, злоупотребу власти и слично.
Ипак, судска власт се за време Првог српског устанка није показала као неприкосновена, јер је вожд имао да утиче на њен рад, чак и да поништава одлуке које би судови донели. 
Након слома Првог српског устанка, пропада и организација судства за његово време успостављена.

### Уставно питање

#### Почеци српске уставности
Темеље правне организације на којој је почивала устаничка Србија, и на чијим су основама касније сазревали њено државно устројство и правни поредак, поставио је својим правним текстовима Божидар Грујовић, познат и под именом Теодор Филиповић. У питању су тзв. За памјат и Слово, два акта која су се односила на правну организацију Правитељствујушчег совјета, чији је Грујовић 1805. године постао први секретар, и врховног вожда као централног органа власти. Управо на основу тих текстова Скупштина одржана у Смедереву исте године донела је и први уставни закон у виду неколико правних аката.

#### Закон проте Матеје
У својим „Мемоарима“, прота Матеја Ненадовић описује на који начин је израдио свој Закон, 1804. године. Као узор му је послужила тзв. московска Крмчија из 1787. године у штампаном облику. Нема доказа да је Закон примeњиван на територији целе Србије; вероватно се примењивао само у Ваљевској нахији.
Прота Матеја је у свом Законику предвидео следећа кривична дела и казне за њих:
→ Убиство. За ово дело била је предвиђена смртна казна;
→ Отмица девојке. Кажњавала се трчањем кроз шибе (казна за женика, кума и старог свата) и батинањем штапом за остале који су отмици учествовали;
→ Крађа домаће животиње. Казна је била батинање штапом, као и новчана казна у висини двоструке вредности украдене животиње;
→ Бекство из војске. Казна је била трчање кроз шибе;
→ Бекство са страже. Казна је било стрељање;
→ Кривоклетство. Давање лажног исказа или лажно заклињање кажњавало се батинањем штапом, новчаном казном и губитком части и угледа;
Прихватање за оружје при свађи или псовци. Казна је била батиње штапом.

#### Први уставни закон
Први уставни закон донет за време Првог српског устанка везује се за 1805. годину. Њиме су регулисани односи између вожда и Правитељствујушчег совјета, при чему је сваки од органа добио извесна права. Овим уставним законом је уређено и питање судства: потврђен је статус световних и свештеничких судова и прописан судски поступак. На крају једне од уредаба овог уставног закона, речи законодавца биле су: „Ово се зове сербска слобода!“

#### Руско решење уставног питања
Дипломатска активност руске стране, понајвише пуковника Паулучија и Константина Родофиникина, представника Русије у Србији, резултирала је предлагањем неколико аката који су предвиђали на који начин треба уредити уставно уређење српске државе.
Идеја Паулучијеве конвенције из 1807. године заснивала се на пружању покровитељства Србији од стране Русије. Овом конвенцијом је предвиђено у Србији буду основани руски гарнизони, да Русија у Србију пошаље способног „земљеуправитеља“ и слично. Овај акт, ипак, није заживео: под изговором да је изгубио печат, а у ствари сматрајући да уређење које је овај акт предлагао не би било у интересу Србије, вожд Карађорђе није пристао да његову потврду. То је због тога што би, другим речима, према мерилима овог акта, Србија била уређена као каква руска губернија.
Предлог Константина Родофиникина, уставни акт који је понео назив „Основаније правитељства сербскаго“, такође из 1807. године, имао је у основи пружање врховне власти Правитељствујушчем совјету, који би био сачињен од војвода („сијателни вожди“), дотадашњих истакнутих совјетника („превасходни сенатори“) и изабраних представника нахија („совјетници сената“). Вожд Карађорђе је према овом акту предвиђен за председника Сената, додељено му је право на три гласа и титула „светлејши кнез“. Војводе и истакнути совјетници одређени су за племство и доживотни мандат, док су предстаници нахија могли ући у племство само ако би били три пута изабрани у Сенат.
Ипак, све то није било довољно да овај акт успе; барем не да се оствари у потпуности. Родофиникинова замисао није наишла на одобрење руског цара Александра I, те није ни могла бити спроведена. Најзад, неке одредбе су ипак инкорпорине у касније уставно уређење Србије: Србија је подељена на дванаест округа; Правитељствујушчи совјет је премештен у Београд; у градове су постављени градски поглавари, док су у села постављени кнезови, из реда писмених бораца; Србији је пружен протекторат Русије; странцима је забрањено да купују куће; уведена је општа мобилизација.

#### Други уставни закон
Карађорђе Петровић и Младен Миловановић (председник Совјета 1808. године и заменик вожда од 1811. до 1813. године), уз помоћ Ивана Југовића, започели су још једну уставну реформу која је изнедрила други уставни закон, 1808. године. 
Њиме је регулисан однос између Совјета и вожда, те је он, практично, њихов заједнички акт. Састојао се од свега две одредбе: прва, између осталог, гласи да „Совјет Народни, сви коменданти, кнезови и сав народ признајемо Господара Карађорђа Петровића и његово законо потомство за первог и верховног сербског предводитеља“, док друга наводи да „Све заповјести издаје Господар Ђорђе Петрович преко Совјета Народња и у договору са Совјетом Народним“. Другим уставним законом је вожд признао Совјет Народни за врховни суд.
Према томе, овим актом је вожду пружена изразито јака централна власт. Ипак, услед противљења великог броја војвода уставном уређењу које би се тако засновало, овај акт није био изнет на Скупштину која је о њему требало да одлучи.

#### Трећи уставни закон
Трећи уставни закон је осмишљен тако да исправи недостатке акта из 1808. године. У том смислу, он је представљао својеврстан компромис, који је требало да изађе у сусрет незадовољним војводама, односно старешинама, а да у што мањој мери, са друге стране, ограничи власт вожда.
Овај уставни акт донет је у форми узајамних заклетви. Састављен је од седам аката. Њиме је извршена реформа састава Правитељствујушчег совјета: из дотадашњих дванаест чланова издвојено је шест, који су постављени за попечитеље (министре), док су остали чинили „Велики вилајетски суд“, на чијем је челу био министар правде. За министра правде постављен је Петар Тодоровић, за министра иностраних послова Миленко Стојковић, унутрашњих Јаков Ненадовић, финансија Сима Марковић, просвете Доситеј Обрадовић и за војног министра Младен Миловановић. Министри су имали равноправан статус и били самостални у раду у оквиру надлежности које су њиховим ресорима додељене. Седницама Владе председавао је вожд.

#### Карађорђев законик
Упркос називу, аутор Карађорђевог законика, као ни време његовог настанка, нису познати. Претпоставља се да је донет после Трећег уставног закона, након што је Карађорђе успео да порази своју политичку опозицију, јер се међу овим одредбама препознаје намера да се спречи злоупотреба власти од стране старешина. За њих су предвиђене веома строге казне у случају да власт покушају да злоупотребе. Познато је пак да је Карађорђев законик имао четрдесет један члан, од чега су сачувани чланови 9. и 10. и чланови од 14. до 41.
Карађорђев законик је израђен под великим утицајем правних прописа који су важили у Војној крајини. Разлози за то су вишеструки: у Војној Крајини је било српског народа, сама Србија је била поприште великог броја битака, а и готово је извесно да је аутор овог Законика био пореклом Србин, који је у Војној крајини живео, те је њене прописе добро познавао. Само неке од одредаба које томе сведоче су: о дезертирању после изгубљене битке, о забрани пуцања без одобрења, о задржавању муниције и друге војне опреме, о убиству, рањавању и другим телесним повредама, о шпијунажи и издаји.
Осим тога, Карађорђев законик задржао је и неке одредбе српског обичајног права, које су се тицале колективне одговорности, казни за разбојнике и лопове, казне за случај нехатног убиства и крађе стоке, о доказним средствима и слично. Затим, Законик садржи и одредбе које су настале под утицајем црквеног законодавства: забрањује се отмица девојке као начин склапања брака, а свештенику који венча отету девојку претила је висока казна. Бележе се и одредбе о заштити мајке која би родила ванбрачно дете, о смртној казни за чедоморство, као и оне које су утврђивале црквену надлежност за развод бракова.

## Други српски устанак

### Двојна управа
Други српски устанак, подигнут годину и по дана након слома Првог, трајао је свега шест месеци. Почео је и окончао се исте, 1815. године. Централна личност овог устанка био је вожд Милош Обреновић, његов вођа. У основи његове политике било је да се установи стабилан режим у српској држави, насупрот наметнутих турских претензија после Првог устанка.
Две велике победе у Другом српском устанку, победе на Љубићу и Дубљу, омогућиле су Србима да ступе у преговоре са турском страном, приликом којих су успели да се изборе за извесне повластице и бољи положај своје државе.
Споразумом између Милоша Обреновића, са српске стране, и румелијског сераскера Марашли Али-паше, са турске, Други српски устанак је окончан. Овим споразумом било је договорено следеће:
→ Српским кнезовима је дато право да прикупљају данак без мешања османске стране;
→ У свакој нахији је допуштено да седи по један српски кнез који учествује у суђењу Србима, уз муселима, који је још називан и војводом;
→ У Београдском пашалуку образована је Народна канцеларија, као највише административно тело, састављена од 12 кнезова из сваке од 12 нахија пашалука, са задатаком да суди Србима за већа дела и предавање данка паши.
Порта је овај споразум легализовала у виду осам султанових фермана. Они су пружили право Србима на мањи харач, дата им је амнестија, спахије су могле да убирају приходе са феудалних поседа са у складу са законом, српски трговци су могли слободно да путују по целој територији Османског царства, турска војска је броавила само у градовима Београдског пашалука, допуштено им је да порез Турском царству плаћају у две рате. Од 1815. године Срби имају право и на нову титулу: титулу кнеза.
Договор Милоша Обреновића и Марашли-Али паше подразумевао је успостављање посебне, двојне, српско-турску управу, на којој се заснивало уређење Србије по окончању Другог српског устанка. 
Тако су у Београдском пашалуку са османске стране власт вршили: везир, у чијој свити су утицајну улогу имали ћехаја-бег, који је био везиров представник, хазнадар, шеф благајне, диван-ефендија, секретар канцеларије, као и алај-бег, старешина спахија. Судску власт је вршио кадија.
Са српске стране, носиоци власти били су врховни кнез, Народна канцеларија, нахијски обор-кнезови, кнежински кнезови и сеоски кметови.
Двојна управа трајала је све до 1830. године, до доношења времена турских Хатишерифа, чије доношење означава ново доба српске државне и правне организације.